# داکسیجن
داکسیجن (به انگلیسی: Doxygen) یک نرم‌افزار مولد مستندسازی (به انگلیسی: Documentation generator) برای تولید مستندات و ارجاعات یک برنامه‌است. مستندسازی در داخل کد برنامه صورت می‌گیرد و بنابراین به‌روزرسانی آن آسانتر است. داکسیجن می‌تواند میان مستندات و کد برنامه ارجاع متقابل (به انگلیسی: Cross-Reference) ایجاد نماید که این کار به خواننده امکان رجوع آسان و سریع به کد اصلی را می‌دهد.
داکسیجن نرم‌افزاری آزاد (به انگلیسی: Free Software) تحت اجازه‌نامه عمومی همگانی گنو (به انگلیسی: GNU General Public License) می‌باشد. این نرم‌افزار توسط دیمیتری فان هیسخ (به هلندی: Dimitri van Heesch) نوشته شده است.